# SN 2006ac
SN 2006ac – supernowa typu Ia odkryta 9 lutego 2006 roku w galaktyce NGC 4619. W momencie odkrycia miała maksymalną jasność 16,00m.